# Marco Silio Mesala
Marco Silio Mesala (en latín: Marcus Silius Messala; c. 160-193) fue un senador y cónsul suffectus del Imperio romano, que desarrolló su carrera política bajo los imperios de Cómodo, Pertinax y Didio Juliano. 

## Biografía
Marco Silio Mesala nació c. 160. En 193, fue cónsul suffectus desde mayo hasta junio. Se encontraba al mando de la sede en donde tuvo lugar el asesinato de Pertinax. Septimio Severo acusó a Mesala de asesinar a Pertinax y de usar su influencia para convocar y ordenar al Senado que instalase al senador Didio Juliano como emperador. Septimio Severo llamó a la muerte de Didio Juliano providencia divina y ordenó la ejecución de Mesala.
Una inscripción que se encuentra actualmente en la colección del Museo Pera de Estambul nombra a Mesala como legado consular de Bitinia y Ponto en los primeros años del reinado de Septimio Severo (c. 194-197). Es posible que sea el mismo Silio Mesala condenado a muerte en el año 218 por el emperador Heliogábalo. Sin embargo, es más probable que el segundo Mesala fuera hijo de este senador.